# Liebherr LG 1750

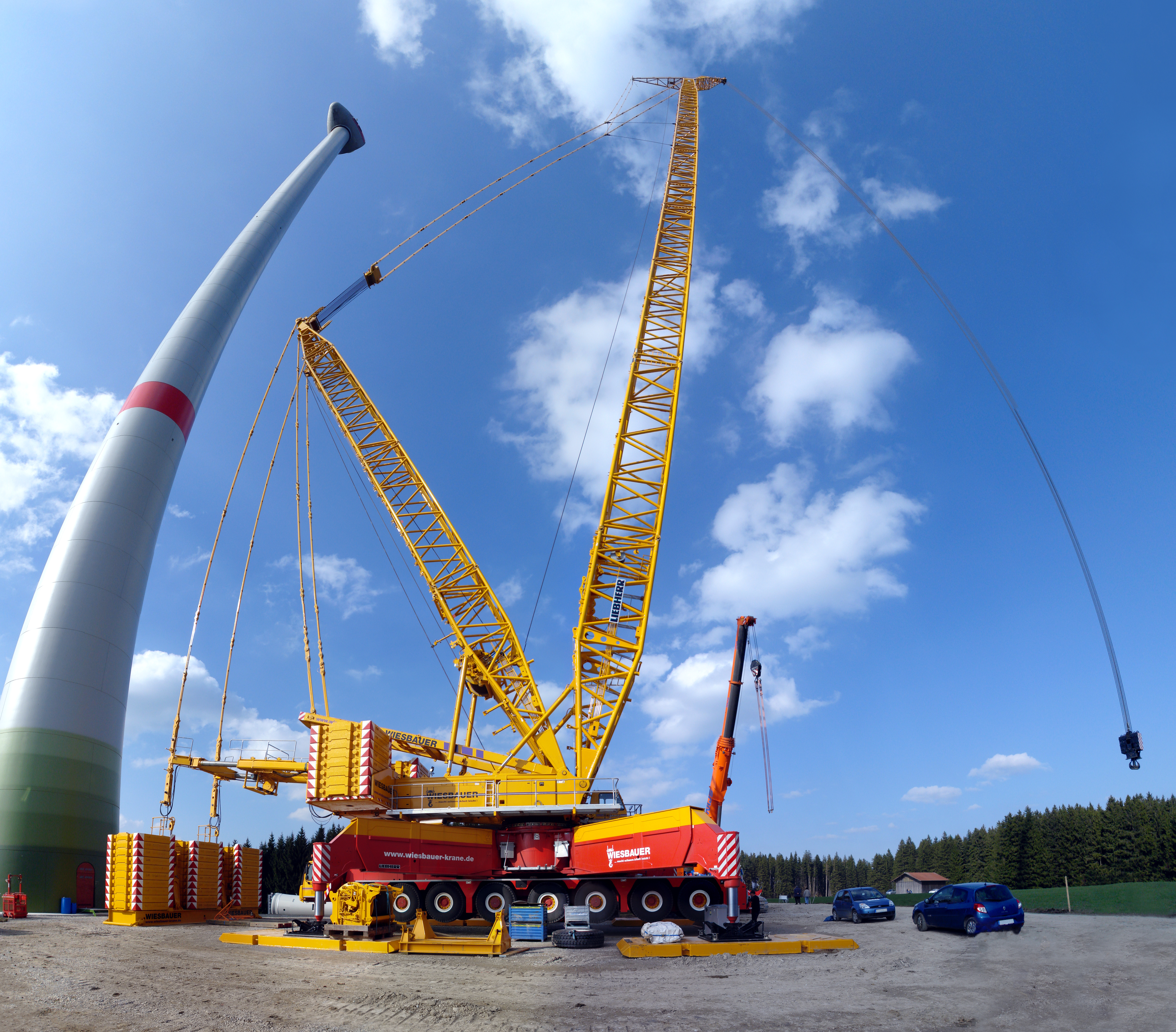
Liebherr LG1750 von Wiesbauer

Der LG 1750 ist ein Autokran der Firma Liebherr mit einer Tragfähigkeit bis 750 t. Er wurde 2004 auf der Bauma als Neuheit vorgestellt und ging 2005 in Serie.
In Deutschland besitzen den Liebherr LG 1750 zurzeit die Kranfirmen Franz Bracht, Neeb-Schuch, Nolte, Maxikraft, Thömen, Ulferts & Wittrock, Wasel, Wiesbauer (Foto) und in Österreich die Firma Felbermayr. Der LG 1750 hat mit einer Hakenhöhe von 194 m und einer absoluten Höhe von 200 m den zurzeit höchsten Gittermast an einem straßenfahrbaren Autokran.

## Technische Daten

### Maße
- Gittermast: Hakenhöhe 194 m; absolute Höhe 200 m
- Oberwagen: aus Transportgründen separater Oberbau mit einem Gewicht von 38 oder 58 t, Länge 12,7 oder 15,2 m
- Anzahl der Achsen: 8
- Gesamtlänge: 18,95 m
- Gesamtbreite: 3,00 m
- Gesamthöhe: 4,00 m

### Leistung
- Tragfähigkeit: 750 t
- Leistung Unterwagen: 8-Zylinder-Diesel mit 500 kW (680 PS)
- Kraftstoffbehälter: 600 l
- Leistung Oberwagen: Kranmotor 6-Zylinder-Turbodiesel 400 kW (544 PS)
- Kraftstoffbehälter: 820 l

### Ballast
- Drehbühnenballast: bis zu 250 t, bestehend aus zwei Konsolen mit je 10,0 t, 16 Platten mit je 12,5 t sowie einer Drehbühnenverlängerung von 5,0 t
- Schwebeballast: Schwebeballastpalette mit Ausgleichszylinder und hydraulisch teleskopierbarer Führung für max. 400 t Derrickballast bei maximal 20 m Gegenausladung.